# Valiant (carro armato)
Il Tank, Infantry, Valiant (A38) era un carro armato per fanteria britannico, rimasto a livello di prototipo, pensato quale sviluppo del Mk III Valentine realizzato durante la seconda guerra mondiale.

## Storia
Il progetto per il Valiant, allora designato come A38, venne presentato dalla Vickers nel 1943. Rispetto al suo predecessore, del quale manteneva molte componenti, montava una torretta più grande armata con il cannone Ordnance QF 17 lb da 76,2 mm utilizzato sia sul Mk VIII Cromwell che sul Mk IV Churchill. Anche la corazzatura del mezzo era stata aumentata.
Il prototipo venne realizzato dalla Ruston & Horn ed era però armato con il cannone da 57 mm. I tempi di realizzazione di questo mezzo furono piuttosto lunghi e il prototipo fu pronto solo nella metà del 1944.
Il progetto con l'approssimarsi della fine del conflitto, venne cancellato.
Venne proposto anche un Valiant II che utilizzava il motore Meteorite, in pratica un Meteor diviso a metà, e dotato di una nuova trasmissione. Anche di questo mezzo non ci furono ulteriori sviluppi.
Il Valiant è giunto fino ai nostri giorni conservato presso il Bovington Tank Museum.